# Syndroom van Majewski
Het syndroom van Majewski of majewskisyndroom (ook bekend onder de naam type II-korte-rib-polydactyliesyndroom) is een fatale vorm van neonatale dwerggroei.
Symptomen zijn onder andere een zeer smalle thorax, korte ledematen, incorrecte aanleg van bloedvaten, cysten op de nieren, een gespleten verhemelte en polydactylie (afwijkend aantal vingers/tenen).
De afwijking zorgt altijd voor het overlijden van het kind voor of tijdens de geboorte.
Het syndroom van Majewski komt door autosomaal recessieve overerving. Ongeveer 1 op de 300 mensen is drager van de genetische afwijking die het syndroom veroorzaken.